# Medal of Honor: Airborne
Medal of Honor: Airborne — одиннадцатая игра из серии Medal of Honor. Была разработана лос-анджелесской студией компании Electronic Arts и выпущена для ПК и для консолей Xbox 360 и PlayStation 3. Игра использует игровой движок Unreal Engine 3.

## Игровой процесс

### Десантирование
В соответствии со спецификой десантных войск игроку представляется возможность начать выполнение миссии с произвольного места в зоне высадки на уровне. На большинстве карт зона высадки ограничена способностями парашюта к планированию: парашютист постоянно снижается и, не имея большого запаса высоты, приземляется в пределах определённой площади. На некоторых картах (например, Университет) место сброса позволяет игроку почувствовать «стенку в небе»: при попытке спланировать за пределы карты парашют начинает резко сносить в противоположную сторону. Десантирование открывает перед игроком огромные просторы к действиям. Также игроку предоставлен выбор начального оружия перед началом каждой миссии. В ходе игры можно подбирать оружие убитых NPC. Носить можно пистолет, 2 единицы длинноствольного оружия и гранаты.

### Восстановление здоровья
Разработчики отказались от привычных процентов или шкалы, показывающих, сколько ранений ещё способен перенести персонаж. Шкала здоровья разбита на 4 части, с каждым ранением шкала уменьшается. Через некоторое время после того, как игрок укроется от вражеского огня, шкала начинает восстанавливаться, но лишь в пределах той части, в которой остановилась.

## Сюжет
Игроку предстоит сражаться с войсками вермахта руками американского десантника, рядового Бойда Трэвэрса (Boyd Travers), бойца 82-й дивизии. Airborne содержит 7 миссий, одна из которых представляет собой обучение.

## Саундтрек
| №   | Название                                  | Длительность |
| --- | ----------------------------------------- | ------------ |
| 1.  | «Medal of Honor - Airborne (Main Theme)»  | 3:48         |
| 2.  | «Operation Husky»                         | 3:27         |
| 3.  | «Back Alleys»                             | 2:24         |
| 4.  | «In the Trenches»                         | 2:34         |
| 5.  | «Restoration Temple»                      | 2:46         |
| 6.  | «Gunfight in the Ruins»                   | 5:24         |
| 7.  | «Operation Neptune»                       | 2:34         |
| 8.  | «Following the Demolition Wires»          | 1:06         |
| 9.  | «Room by Room»                            | 2:23         |
| 10. | «Unblocking Utah»                         | 2:43         |
| 11. | «Operation Varsity»                       | 3:38         |
| 12. | «Sniper Showdown»                         | 3:16         |
| 13. | «Der Flakturm»                            | 2:36         |
| 14. | «Destroying the Fuel Reserves»            | 2:29         |
| 15. | «Dropping into Nijmegen»                  | 3:00         |
| 16. | «Wreckage of Nijmegen»                    | 7:04         |
| 17. | «Defusing the Charges»                    | 2:37         |
| 18. | «Taking out the Spotting Tower»           | 2:30         |
| 19. | «Paestum Landing»                         | 2:50         |
| 20. | «Medal of Honor - Airborne (End Credits)» | 4:14         |

## Отзывы
| Сводный рейтинг | Сводный рейтинг | Сводный рейтинг | Сводный рейтинг |
| Издание         | Оценка          | Оценка          | Оценка          |
| Издание         | PC              | PS3             | Xbox 360        |
| --------------- | --------------- | --------------- | --------------- |
| GameRankings    | 77,53 %         | 76,00 %         | 74,22 %         |